# 6230 Fram
6230 Fram eller 1984 SG1 är en asteroid i huvudbältet som upptäcktes den 27 september 1984 av den tjeckiske astronomen Zdeňka Vávrová vid Kleť-observatoriet. Den är uppkallad efter det norska polarfartyget Fram.
Asteroiden har en diameter på ungefär 12 kilometer och den tillhör asteroidgruppen Hoffmeister.